# Фройла Вермудес де Траба
Фро́йла Верму́дес де Тра́ба (гал. і ісп. Froila Vermúdez de Traba; бл. 1045 — 1091) — галісійський лицар, вельможа королівства Леон, граф Трабський (1060—1091). Перший відомий у джерелах представник шляхетного Трабського дому. Походив із Траби, Галісія, Леонське королівство. Син галісійського лицаря Вермудо (Бермудо) та Лупи, доньки лицаря Родріго. Володар Трабського замку та земель північніше річки Тамбре. Учасник Реконкісти. Помер у Коспейто, Галісія. Похований у монастирі святого Мартина. Одружувався двічі: перша дружина — Ельвіра де Фаро, донька лицаря Менедо де Фаро та Ілдуари; друга дружина — Лусія. Від першого шлюбу мав 5 дітей — Гонсало (єпископ Мондоньєдоський), Педро (галісійський граф), Родріго, Вісклавару й Ельвіру; від другого шлюбу мав доньок Мунію та Ермесінду. Спадщину передав синові Педро.